# Mordet på Benazir Bhutto
Mordet på Benazir Bhutto inträffade den 27 december 2007 då hon mördades av en självmordsbombare efter ett tal till partimedlemmar. Bhutto, Pakistans förra premiärminister, kandiderade till det pakistanska valet 2008.

## Bakgrund
Efter åtta år i självvald exil återvände Benazir Bhutto hem den 18 oktober 2007 för att kunna förbereda sig inför 2008 års val. Inför återkomsten hade hot mot Bhutto framförts och säkerhetstjänsten ville inte att en offentlig kortege skulle genomföras. I samband med kortegen kastade en självmordsbombare en handgranat och utlöste sin laddning på cirka 20 kilo, omkring 140 människor dödades och drygt 400 skadades.  Bhutto undkom oskadd och hjälptes ut från lastbilsvraket och kördes därifrån.

## Detaljer
Benazir Bhutto hade just talat inför medlemmar av Pakistan Peoples Party (PPP) i staden Rawalpindi när explosionen inträffade. Det har rapporterats att Bhutto skulle ha lämnat samlingen när attacken inträffade. Två motorcykelåkare sköt mot Bhuttos SUV med automatkarbinen AK-47 precis när hon skulle köra ifrån samlingen. Samtidigt utlöste en självmordsbombare sin laddning bredvid hennes fordon. I obduktionen fastställdes det att hon avlidit av att hennes huvud slagit emot handtaget till takluckan men uppgiften ifrågasattes av Bhuttos egen säkerhetspersonal.
Rehman Malik, en av partiets säkerhetsansvariga, sade att mördaren öppnade eld efter att Bhutto hade lämnat samlingen, och att skotten träffade henne i nacken och i bröstet, innan explosionen inträffade. Han beskyllde regeringen för att ha misslyckats skydda henne.
Bhutto fördes medvetslös till Rawalpindi General Hospital. Farhatullah Babar, en talesman för partiet, sade först att Bhutto var förd i säkerhet. På sjukhuset förklarades hon död klockan 18:16 PST (13:16 GMT). Ytterligare upp till 20 personer dödades av attacken.

## Efterdyningar
Efter Bhuttos död sörjde Bhuttos supportrar henne och ett litet upplopp skedde utanför sjukhuset, där sjukhusets glasdörr förstördes, och det skreks samtidigt "Dö, Musharraf, dö". Demonstrationerna var spridda över Pakistan med polis som använde tårgas och batonger för att skingra demonstranter i Peshawar. Några demonstranter tände eld på reklamskyltar med Musharraf. Demonstranterna i Multan hade även tänt eld på däck och blockerat trafiken. Liknande scener utspelade sig i Karachi, Bhuttos hemstad. BBC rapporterade att en polisofficer skjutits till döds i Karachi under kravallerna som följde mordet.
Under kvällen och natten utbröt oroligheter i hela Pakistan, bilar stacks i brand, och andra partiers lokaler attackerades. Flera personer dödades under upploppen.